# Roast Fish Collie Weed & Corn Bread
Roast Fish Collie Weed & Corn Bread je studijski album Leeja Scratcha Perryja. Izašao je u krajem travnja 1978. godine pod diskografskom etiketom Upsetter Records. Sniman je u studiju Black Ark Leeja Perryja, koji je i producirao album. Žanrovski pripada reggaeu. 
Sve pjesme je skladao Lee Perry, koji je i autor svih stihova. Ovo je ujedno bio i prvi album na kojem je sam Perry pjevao sve pjesme; bio je vrlo eksperimentalan. Pozadinski sastav na ovom albumu su bili The Upsetters.
Prvotno je bilo predviđeno da će ovaj album objaviti diskografska kuća Island Records, koja je već prije objavila albume koje je producirao Perry, Super Ape i War Ina Babylon. No, kuća je odbila, što je naljutilo Perryja i pogoršalo njihove međusobne odnose.

## Popis pjesama

#### Strana A
1. "Soul Fire"
2. "Throw Some Water In"
3. "Evil Tongues"
4. "Curly Locks"
5. "Ghetto Sidewalk "

#### Strana B
1. "Favourite Dish"
2. "Big Neck Police"
3. "Free Up The Weed"
4. "Mr. D.J. Man" AKA "Yu Squeeze Ma Panhandle"
5. "Roast Fish & Cornbread"

## Osoblje
- Lee Perry – pjevač, perkusije
- Geoffrey Chung – gitara
- Earl "Chinna" Smith – gitara
- Billy Boy – gitara
- Winston Wright – klavijature
- Boris Gardiner – bas-gitara
- Michael "Mickey Boo" Richards – bubnjevi
- Sly Dunbar – bubnjevi
- Noel "Skully" Simms – perkusije
- Full Experience – pozadinski vokal